# Il mulino del Po
Il mulino del Po è un romanzo di Riccardo Bacchelli, scritto in tre volumi - Dio ti salvi, La miseria viene in barca e Mondo vecchio sempre nuovo - dati alle stampe autonomamente tra il 1938 e il 1940. L'autore pubblicò le tre parti in forma unitaria e definitiva nel 1957. Il romanzo narra la saga di quattro generazioni della famiglia Scacerni, innestando e sovrapponendo alla storia principale le vite di moltissimi personaggi di contorno. Un secolo di storia italiana ed europea è visto dalla prospettiva dei contadini del delta del Po ferrarese: dalla campagna di Napoleone in Russia del 1812 alla Restaurazione, dal lungo processo di unificazione dell'Italia attraverso il Risorgimento al brigantaggio, dalle prime aspre lotte sociali alla prima guerra mondiale, fino al 1918. 

## Trama

### Prima parte:Dio ti salvi
Nel corso della ritirata di Russia da parte delle truppe napoleoniche nel 1812 il soldato ferrarese Lazzaro Scacerni, uomo franco e generoso, salva da affogamento un ufficiale italiano, prete spretato e giacobino fanatico.
Costui gli rivela in punto di morte, spinto non da gratitudine ma da intento diabolico, l'esistenza di un sacchetto di gioielli, frutto di un saccheggio sacrilego.
Quando Lazzaro Scacerni torna nella sua terra recupera i gioielli depositati presso un banco ebraico, e dopo vari tormenti di coscienza li vende ad un ricettatore ferrarese, chiamato il Raguseo. Con il ricavato si fa costruire un mulino fluviale, il San Michele, che viene ormeggiato sulle rive del Po alla Guarda Ferrarese.
Tra diverse difficoltà riesce ad avviare la propria attività di mugnaio e sposa la giovane contadina Dosolina. Insieme hanno un figlio, Giuseppe, nato in una notte di tregenda in cui Lazzaro rischia di perdere il mulino per un'eccezionale piena nel corso della quale si rompe malamente una gamba, restando zoppo per il resto della sua vita.
La consapevolezza di essere ora un padre di famiglia fa prendere a Lazzaro la decisione di dover rompere i legami coi contrabbandieri, cui negli anni, senza mai impegnarsi completamente, aveva sempre offerto appoggio logistico. Poiché si rende conto che l'unico modo di potersi affrancare sta nell'eliminare il capo, quel Raguseo cui si era rivolto per vendere i gioielli maledetti, si reca a Ferrara deciso ad ucciderlo o a morire egli stesso. Viene però preceduto dal Fratognone, ex-braccio destro del Raguseo, da quest'ultimo, però, orribilmente menomato, che lo elimina durante una scossa di terremoto che ha fatto uscire il Raguseo dal palazzo dove stava costantemente rinchiuso.
Durante una nuova piena, nel 1839, lo Scacerni e i suoi aiutanti riescono a salvare il mulino Paneperso, che andava alla deriva e il cui proprietario era morto quando si erano rotti gli ormeggi. A bordo scoprono una giovinetta spaventata, Cecilia, figlia del defunto mugnaio. Lazzaro àncora il Paneperso al San Michele in modo che possano lavorare di conserva, e, in breve, si affeziona a Cecilia, cui la vita di mugnaia piace in modo particolare, trattandola come una figlia, mentre il vero figlio, l'albino Giuseppe, soprannominato "Coniglio mannaro" a causa del suo aspetto deforme e della sua assoluta, maniacale avidità, non ha mai voluto saperne di lavorare al mulino appassionandosi invece alla contabilità ed al commercio di granaglie.
Il primo volume termina nella notte del 18 dicembre 1848, in cui è visibile un'eccezionale aurora boreale, che Lazzaro, il suo aiutante e Cecilia osservano da bordo dei loro mulini, affascinati ma con la convinzione che lo straordinario fenomeno celeste stia ad annunciare che i tempi che stanno per arrivare, saranno particolarmente funesti.

### Seconda parte:La miseria viene in barca
"Coniglio mannaro", tramite affari spregiudicati e praticando il contrabbando tra le frontiere dello Stato Pontificio e del Regno Lombardo-Veneto, raggiunge una certa agiatezza economica. Con un inganno riesce a sposare Cecilia, che non l'ha mai sopportato.
Nel marzo del 1855, durante un'epidemia di colera, Lazzaro e Dosolina vengono colpiti dal morbo e muoiono a poche ore di distanza l'una dall'altro.
Grazie ai suoi disinvolti commerci, sempre al limite della legalità, tanto da essere anche incarcerato per alcuni mesi, Coniglio mannaro riesce ad acquisire vaste tenute diventando uno dei più grossi possidenti della zona. Pure questa attività è sempre apparsa disdicevole alla moglie, che ha continuato a far funzionare i due mulini cercando di limitare il più possibile la vita in comune col marito allo stretto necessario per soddisfare il suo desiderio di maternità. La coppia avrà sette figli e stranamente Coniglio mannaro si affeziona morbosamente al primo, Lazzarino, che sembra aver preso dal nonno insieme al nome anche il fisico prestante e il carattere schietto e sincero mentre con gli altri figli mantiene un atteggiamento odioso e violento.
Nel 1867, all'età di 12 anni, Lazzarino s'infiamma ai discorsi di un vecchio garibaldino e anche per dimostrare di non essere un vigliacco come il padre, fugge per arruolarsi nell'esercito che Garibaldi ha approntato per tentare di liberare Roma. Rimane ucciso durante la battaglia di Mentana e questa tragedia provoca una grossa crisi nel padre, che comincia a dare segni di squilibrio.
Il colpo definitivo alla salute psichica di Coniglio mannaro arriverà quando la disastrosa alluvione del Po del 1872 porterà il fiume a cambiare il suo corso, spostandone il letto sulle sue proprietà e rovinandolo economicamente. Coniglio mannaro cade nella demenza completa e finirà i suoi giorni in manicomio.
Cecilia, rimasta sola coi sei figli, continua a far funzionare i mulini ma le conseguenze della devastante alluvione hanno ridotto la quantità di granaglie da macinare e in breve tempo la famiglia è ridotta alla fame. Quando sembra non esserci più scampo alla miseria arriva per fortuna un colono con qualche sacco di cereali da macinare, risvegliando, per gli Scacerni, la speranza nel futuro.

### Terza parte:Mondo vecchio sempre nuovo
Piano piano la situazione sembra migliorare per Cecilia, anche perché i figli crescendo la possono aiutare, ma nell'estate del 1876 una tromba d'aria colpisce i due mulini, danneggiando il San Michele e quasi distruggendo il Paneperso. Per rimetterli in funzione Cecilia deve contrarre dei debiti.
Nel 1869, per cercare di rimettere in sesto il bilancio statale, era stata istituita la tassa sul macinato, invisa al popolo perché gravava sull'alimento primario e che trasformava i mugnai in esattori per conto dello stato. Nei primi tempi la tassa veniva esatta in forma forfettaria e non pesava eccessivamente, ma quando vengono impiantati dispositivi per contare i giri delle macine, l'imposta diventa di colpo notevolmente gravosa e Cecilia la sente come un'ingiustizia personale, ancora di più dopo che la sinistra va al governo, senza eliminare la tassa come aveva promesso. Sistematicamente la mugnaia manomette i contatori meccanici per evadere l'imposta, ma durante un'ispezione della Finanza, per non far trovare le prove della manipolazione, che porterebbero lei in prigione e i mulini al sequestro, ordina a Princivalle, uno dei figli, di appiccare il fuoco al San Michele, che viene distrutto completamente. Princivalle viene arrestato ma dopo pochi mesi è rilasciato per insufficienza di prove.
Cecilia riesce a conquistare la fiducia di Clapasson, un latifondista locale, di origini piemontesi, che decide di far macinare tutto il suo grano dagli Scacerni, ritenendo la macinatura tradizionale migliore di quella dei nuovi mulini meccanici. Le nuove entrate e la prospettiva di un flusso continuo di cereali da macinare per gli anni a venire, inducono Cecilia a farsi costruire un nuovo mulino: il San Michele secondo.
Sono gli ultimi anni dell'Ottocento e cominciano a nascere Leghe contadine che organizzano le prime lotte dei braccianti e dei contadini; verso coloro che non aderiscono agli scioperi viene organizzato il boicottaggio. Tra questi ci sono gli Scacerni, che avendo come unico cliente il Clapasson, al quale debbono anche restituire il prestito contratto per l'acquisto del muovo mulino, non aderiscono allo sciopero indetto dalla Lega. Questo fatto si riflette anche su due giovani: Berta Scacerni, la figlia minore di Cecilia, e Luca Verginesi (soprannominato "Orbino" nonostante ci veda benissimo) che erano fidanzati, ma avendo i Verginesi aderito allo sciopero, hanno ricevuto l'ordine dal capopopolo della Lega di troncare ogni rapporto coi mugnai crumiri, e questo sebbene le famiglie si conoscessero e frequentassero da decenni.
Lo sciopero si protrae per lungo periodo esacerbando gli animi delle due fazioni. In questo clima di odio e sospetto reciproco, Princivalle viene sobillato da un provocatore (soprannominato "lo Smarazzacucco") che gli rivela che Orbino avrebbe sparlato di Berta facendola passare per una sgualdrina. È una calunnia, ma trova facile esca su Princivalle, già infuriato con gli scioperanti. Rintraccia Orbino e lo uccide, ma quando, ormai in punto di morte quest'ultimo lo perdona e ha parole di grande amore per Berta, capisce l'errore commesso e si costituisce, venendo condannato a 30 anni di lavori forzati.

#### Epilogo: Sul Piave nel 1918
Gli anni passano, il Paneperso, ormai decrepito, viene demolito e poco tempo dopo Cecilia muore. A far funzionare il S. Michele II è rimasto Giovanni, il figlio maggiore, con la moglie e due sorelle. Non avendo avuto figli suoi, Giovanni adotta il figlio illegittimo della sorella Dosolina, cui è stato dato il nome di Lazzaro, come il bisnonno e lo zio, dei quali ha ereditato il fisico possente e lo schietto carattere. E com'era successo al bisnonno, una volta sotto le armi verrà assegnato al genio pontieri e condividendo il destino dello zio verrà ucciso quando ormai la battaglia sembra finita, il 29 ottobre 1918. E con la sua fine, si estingue la famiglia degli Scacerni.
Quindi la saga famigliare degli Scacerni, che si svolge tutta su di un fiume, il Po, inizia e finisce durante due battaglie combattute in riva ad altri fiumi: il Vop' durante la ritirata di Russia del 1812, e il Piave, nel corso della prima guerra mondiale.

## Adattamenti
- Il mulino del Po, film del 1949 diretto da Alberto Lattuada
- Il mulino del Po, sceneggiato televisivo del 1963 diretto da Sandro Bolchi
- Il mulino del Po, sceneggiato televisivo del 1971 diretto da Sandro Bolchi

## Edizioni
- Dio ti salvi, Milano, Treves, 1938.
- La miseria viene in barca, Milano, Garzanti, 1939.
- Mondo vecchio sempre nuovo, Milano, Garzanti, 1940.
- Il mulino del Po, 3 voll., Collana Tutte le opere di Riccardo Bacchelli, Milano, Arnoldo Mondadori Editore, giugno 1957.
- Il mulino del Po, Collana Biblioteca Moderna, Milano, Mondadori, maggio 1958.
- Il mulino del Po, 3 voll., Introduzione di Indro Montanelli, a cura di Edmondo Aroldi, Collana Oscar, Milano, Mondadori, 1970. - Collana Oscar n.1080-1082, Mondadori, 1979; Collana Oscar Classici moderni n.140, Mondadori, 1996, ISBN 978-88-044-2095-8, 2013-2017, ISBN 978-88-046-3313-6.
- Il mulino del Po, Introduzione di Marco Veglia, Collana Oscar Moderni Baobab, Milano, Mondadori, 2021, ISBN 978-88-047-4154-1.